# Бронепалубные крейсера типа «Пантер»
Бронепалубные крейсера типа «Пантер» — тип крейсеров, состоявший на вооружении ВМС Австро-Венгрии в период с 1880-х годов до Первой мировой войны. Оба корабля построены в Великобритании, на верфи Армстронга с целью приобретения опыта в современных технологиях кораблестроения. К началу Первой мировой войны устарели, большая часть вооружения была демонтирована в 1909-1910 годах. В годы войны использовались на второстепенных ролях, в частности, в качестве учебных кораблей и кораблей охраны гаваней. После окончания боевых действий оба крейсера были переданы Великобритании в качестве репараций, но уже в 1920-м были проданы на слом.

## Список кораблей типа[2]
| Название                | Верфь-строитель                    | Закладка        | Спуск на воду    | Принятие на вооружение | Вывод из состава флота/гибель | Судьба                                                      |
| ----------------------- | ---------------------------------- | --------------- | ---------------- | ---------------------- | ----------------------------- | ----------------------------------------------------------- |
| SMS Panther («Пантер»)  | Armstrong, Эльзвик, Великобритания | 29 октября 1884 | 13 июня 1885     | 31 декабря 1885        | 1918 (ВМС Австро-Венгрии)     | Передан по репарациям Великобритании, в 1920 продан на слом |
| SMS Leopard («Леопард») | Armstrong, Эльзвик, Великобритания | Январь 1885     | 10 сентября 1885 | 31 марта 1886          | 1918 (ВМС Австро-Венгрии)     | Передан по репарациям Великобритании, в 1920 продан на слом |